# Thénouville
Thénouville is een gemeente in het Franse departement Eure (regio Normandië). De plaats maakt deel uit van het arrondissement Bernay. Thénouville is op 1 januari 2017 ontstaan door de fusie van de gemeenten Bosc-Renoult-en-Roumois en Theillement. Op 1 januari 2018 werd de gemeente uitgebreid met de per die datum opgeheven gemeente Touville. Thénouville telde op 1 januari 2022 1.016 inwoners.

## Geografie
De oppervlakte van  bedroeg op 1 januari 2022 13,19 vierkante kilometer; de bevolkingsdichtheid was toen 77 inwoners per km².

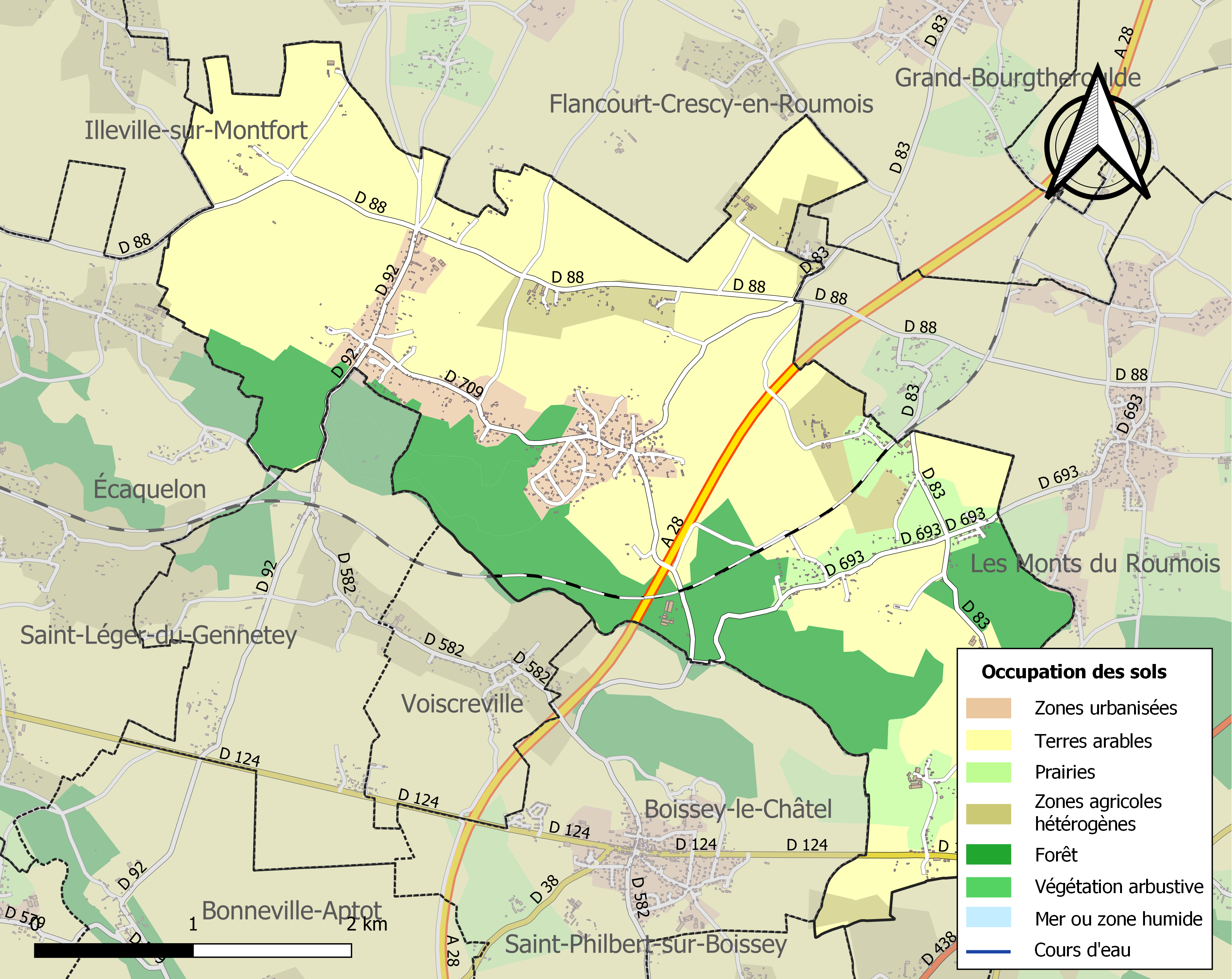
Kaart van de gemeente met belangrijkste infrastructuur, bodemgebruik en omliggende gemeenten